# Rezerwat przyrody Skały w Krynkach
Rezerwat przyrody Skały w Krynkach – rezerwat przyrody nieożywionej na terenie Obszaru Chronionego Krajobrazu Doliny Kamiennej w gminie Brody, w powiecie starachowickim, w województwie świętokrzyskim.
- Powierzchnia: 25,26 ha[2] (akt powołujący podawał 25,10 ha)
- Rok utworzenia: 1997
- Dokument powołujący: Zarządz. MOŚZNiL z 25.07.1997; M.P. z 1997 r. nr 56, poz. 546
- Numer ewidencyjny WKP: 065
- Charakter rezerwatu: częściowy
- Przedmiot ochrony: naturalne odsłonięcia piaskowców dolnotriasowych

Rezerwat obejmuje fragment lasu na wzgórzu nad Jeziorem Brodzkim. Znajdują się w nim skały piaskowcowe w formie bloków, progów, urwisk, gzymsów, okapów oraz grzybów skalnych i kazalnic. Największa skała o formie grzyba ma wysokość 2,5 m i szerokość 5 m. Górna powierzchnia skał jest niemal pozioma. Uwarstwienie i ziarnowanie skał wskazuje, że powstawały one na dnie rzeki. W obrębie rezerwatu znajduje się także wąwóz o pionowych skalnych skałach wysokości do 10 m i długości około 150 m. Jego dnem płynie niewielki strumyk.
W rezerwacie znajduje się też pięć jaskiń, z których największa jest Jaskinia Świętej Barbary.
Przez rezerwat przechodzi czerwony Szlak Milenijny ze Skarżyska-Kamiennej do Kałkowa.
W Krynkach, w niedużej odległości od rezerwatu znajduje się jeszcze inne odsłonięcie skał zwane Ścianą w Krynkach.  Powstało w podobnym okresie, lecz w środowisku morskim. Po przeciwnej stronie Jeziora Brodzkiego znajduje się pomnik przyrody Skały w Rudzie.

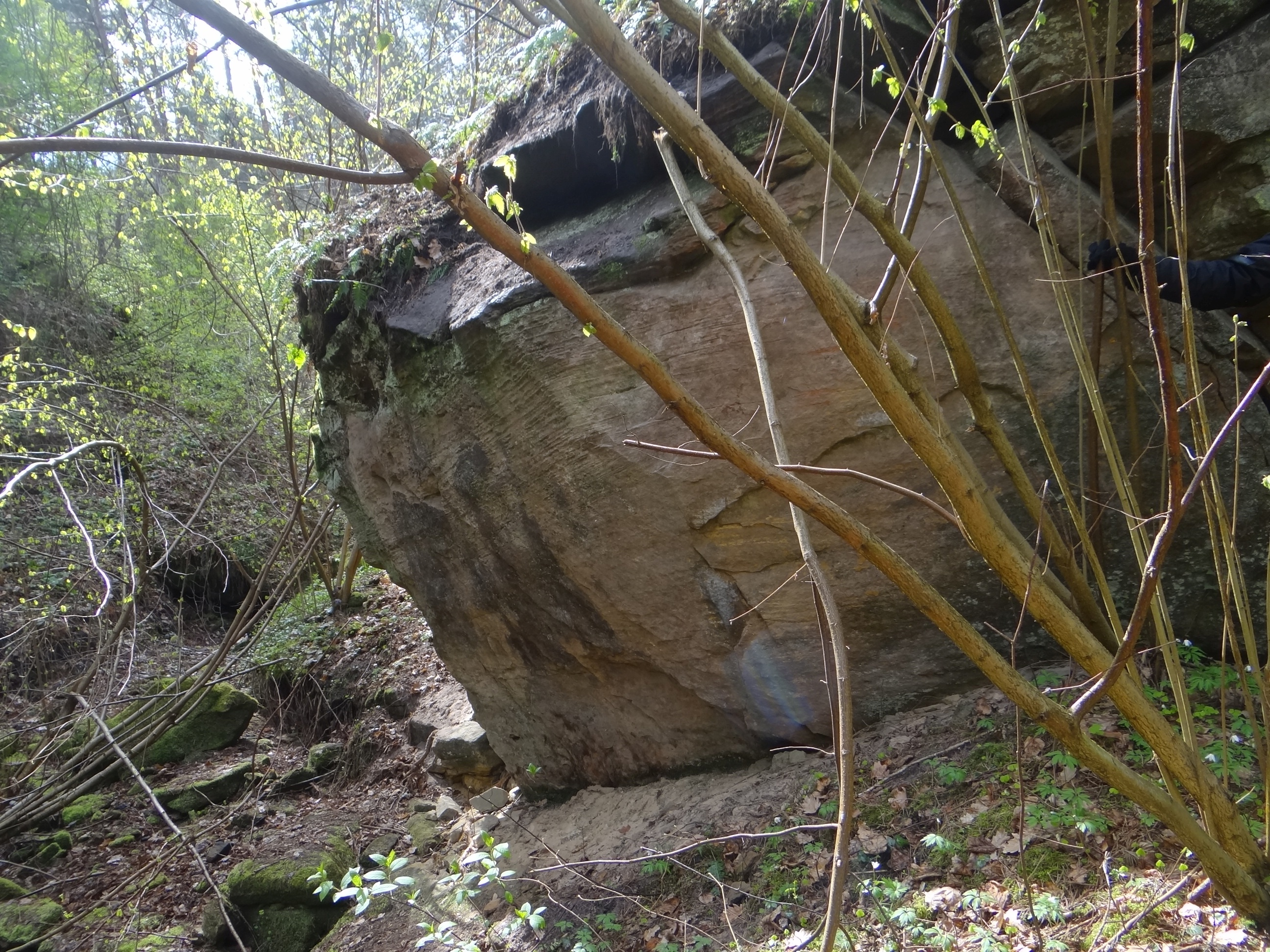
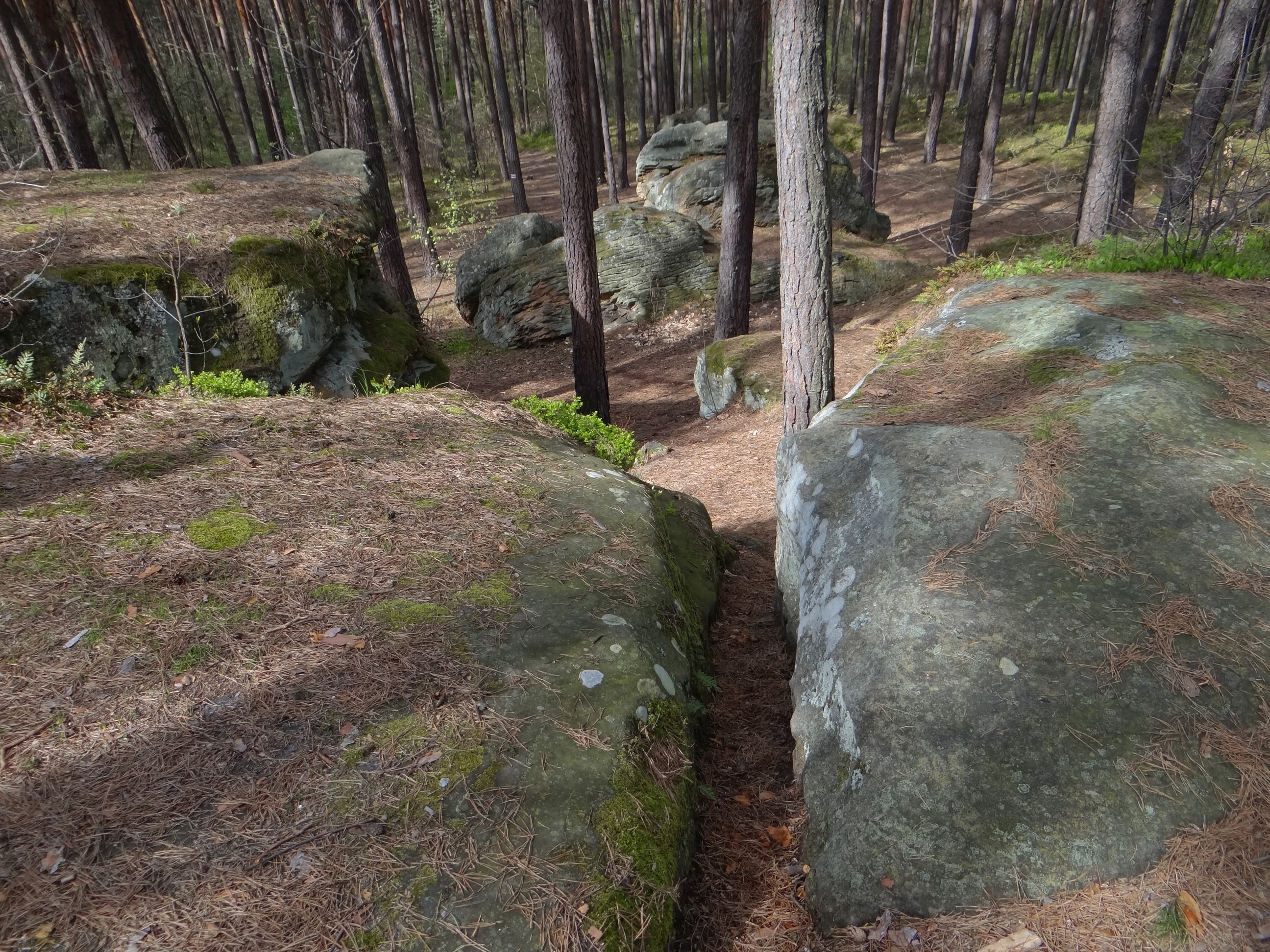
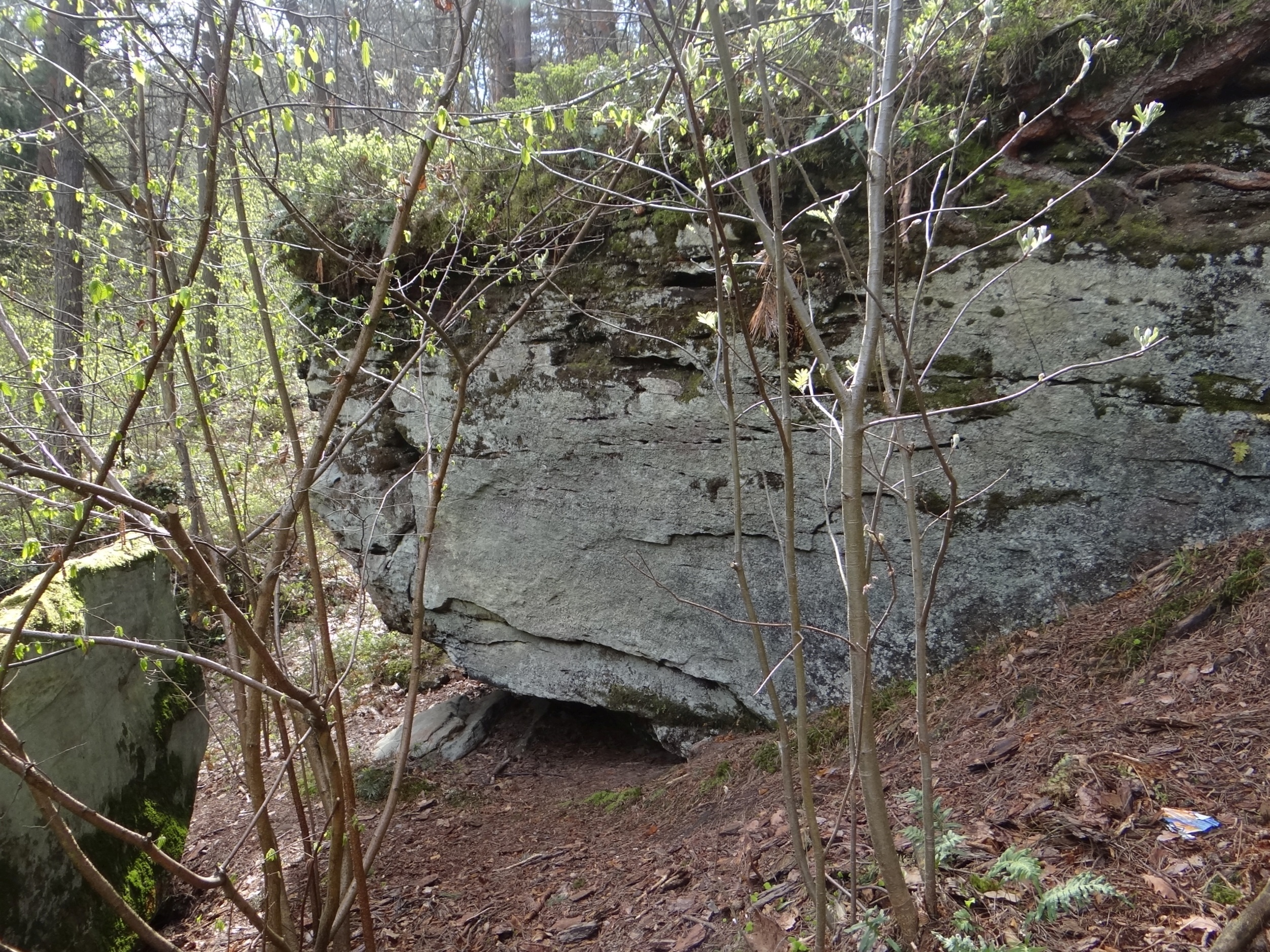
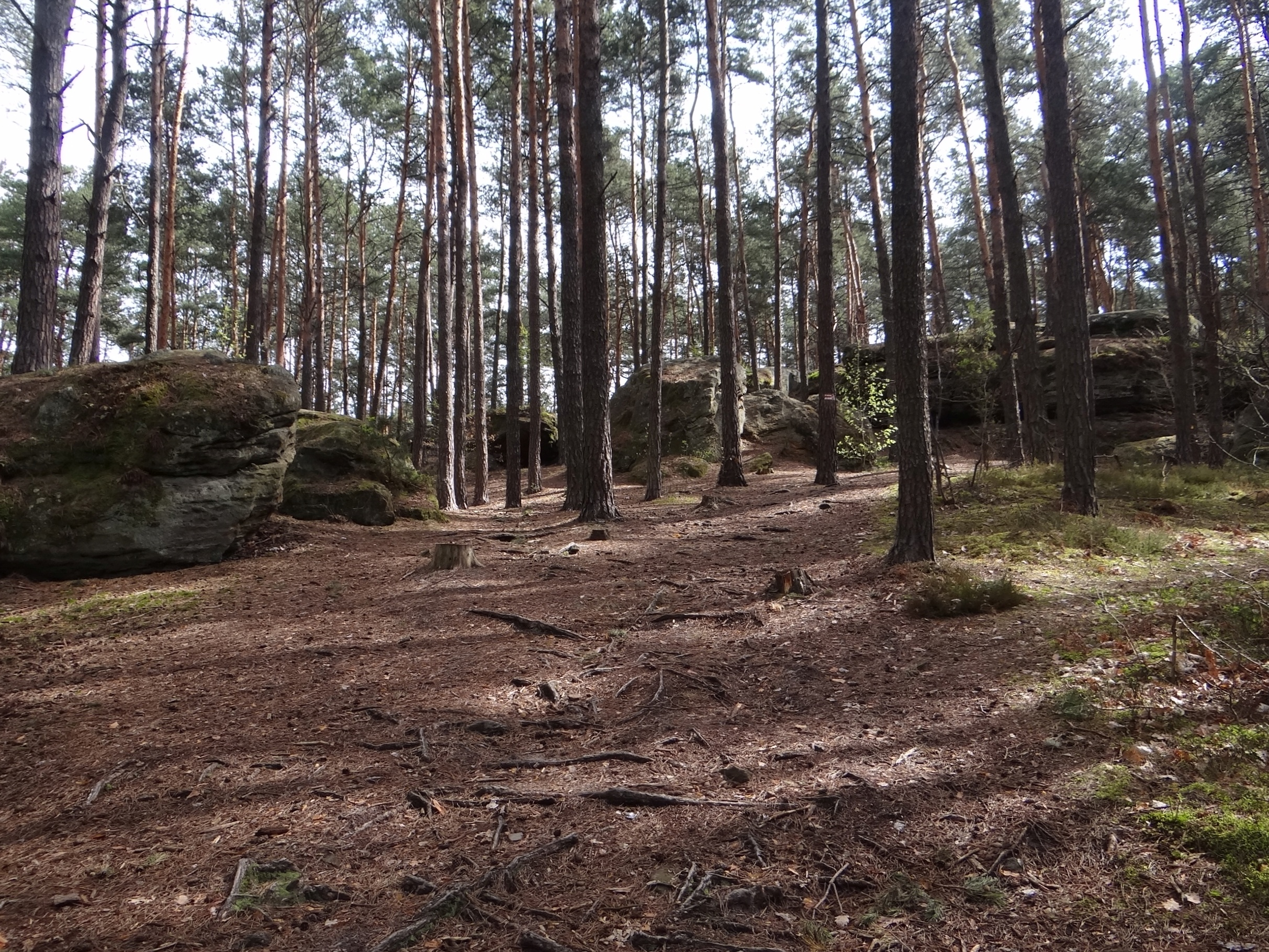